# Янев, Сотир
Сотир Янев (болг. Сотир Янев; 28 октября 1891, Стоб — 15 апреля 1943, София) — болгарский социал-демократический политик, юрист и общественный деятель. Во Второй мировой войне занимал прогерманские антисоветские позиции. Убит боевиками компартии.

## Социал-демократический политик
Родился в зажиточной сельской семье (его брат был кметом Дупницы). Участвовал в Первой мировой войне, был командиром взвода, имел боевые награды. После демобилизации работал адвокатом. В этом качестве участвовал в процессах политического характера, в числе прочих защищал и коммунистов.
Сотир Янев состоял в Болгарской рабочей социал-демократической партии. В 1927—1934 — депутат парламента. Придерживался социалистических взглядов, но был противником коммунизма.
В результате майского переворота 1934 к власти пришла консервативно-этатистская группа «Звено». Правительство Кимона Георгиева запретило деятельность политических партий. Сотир Янев поддерживал связи с нелегальными социал-демократическими группами и возглавлял Союз табачной кооперации. После отстранения «Звена» от власти возобновил партийную активность.
На выборах 1940 Сотир Янев вновь был избран в парламент и возглавил комитет по иностранным делам.

## Прогерманский курс. Убийство
В первый период Второй мировой войны Янев высказывался за сотрудничество с СССР (о чём впоследствии напоминали коммунисты). В 1940 — период действия пакта Молотова — Риббентропа и советско-германского Договора о дружбе и границе — Янев посещал СССР. В то же время он выступал во внешней политике с националистических позиций и сыграл заметную роль в присоединении Болгарии к Тройственному пакту.
После нападения Германии на СССР Сотир Янев являлся сторонником военно-политического альянса с Третьим рейхом, считая его наиболее соответствующим национальным интересам Болгарии. Такая позиция, наряду с жёстким антикоммунизмом Янева, сделала его одним из главных врагов компартии, наряду с Христо Луковым, Атанасом Пантевым, Данаилом Крапчевым, Александром Цанковым. Сотир Янев и его жена получали анонимные письма с недвусмысленными угрозами. Вскоре он был убит боевой группой БКП в своей адвокатской конторе Цар Калоян.

## Посмертные оценки
В НРБ Сотир Янев рассматривался как один из гитлеровских пособников. Уже в июне 1945 его работы были включены министерством пропаганды в «список фашистской литературы», подлежащей запрету и изъятию.
После 1989 отношение к Сотиру Яневу существенно изменилось. Васелин Вучков, министр внутренних дел Болгарии в кабинете Бойко Борисова, характеризовал Янева как «крупного политика трагической судьбы, страстного патриота и защитника Болгарии от большевизма».